# Bobèra
Bobèra est une localité située dans le département de Boussoukoula de la province du Noumbiel dans la région Sud-Ouest au Burkina Faso.

## Géographie
Bobèra est situé à 5 km au nord de Boussoukoula et à environ 18 km à l'ouest de Batié.

## Santé et éducation
Le centre de soins le plus proche de Bobèra est le centre de santé et de promotion sociale (CSPS) de Boussoukoula tandis que le centre médical avec antenne chirurgicale (CMA) de la province se trouve à Batié.